# Valtazar Bogišić
Valtazar Bogišić ou Baltazar Bogišić (Cavtat, 20 décembre 1834-Rijeka, 24 avril 1908) était un juriste et sociologue serbe. Dans le domaine du droit privé, ses travaux les plus notables comprennent la recherche sur la structure familiale, recherches sur l'unique Code civil de Monténégro de 1888. Il est considéré être le pionnier dans le domaine de la sociologie du droit et de l'ethnologie juridique.
Diplômé à Venise, il a étudié la philologie, philosophie, le droit, ou il a pu suivre des cours modernes, telle que la politique économique.  Après ses études dans plusieurs villes européennes, il a obtenu son doctorat en philosophie en 1862 à Giessen et doctorat en droit à Vienne à 1864. Il a passé les dernières années de sa vie à Paris, où il a publié plusieurs travaux sur la problématique juridico-historique de Dubrovnik.
En 1902, Bogišić a été élu président de l'Institut international de sociologie (IIS) de Paris.
Il a consacré majoritairement son œuvre à l'étude de droit, des institutions et des coutumes des peuples slaves. Bogisic est un des plus grands bibliophiles serbo-croates. Il a légué tout son patrimoine à la commune de Cavtat.

## Travaux

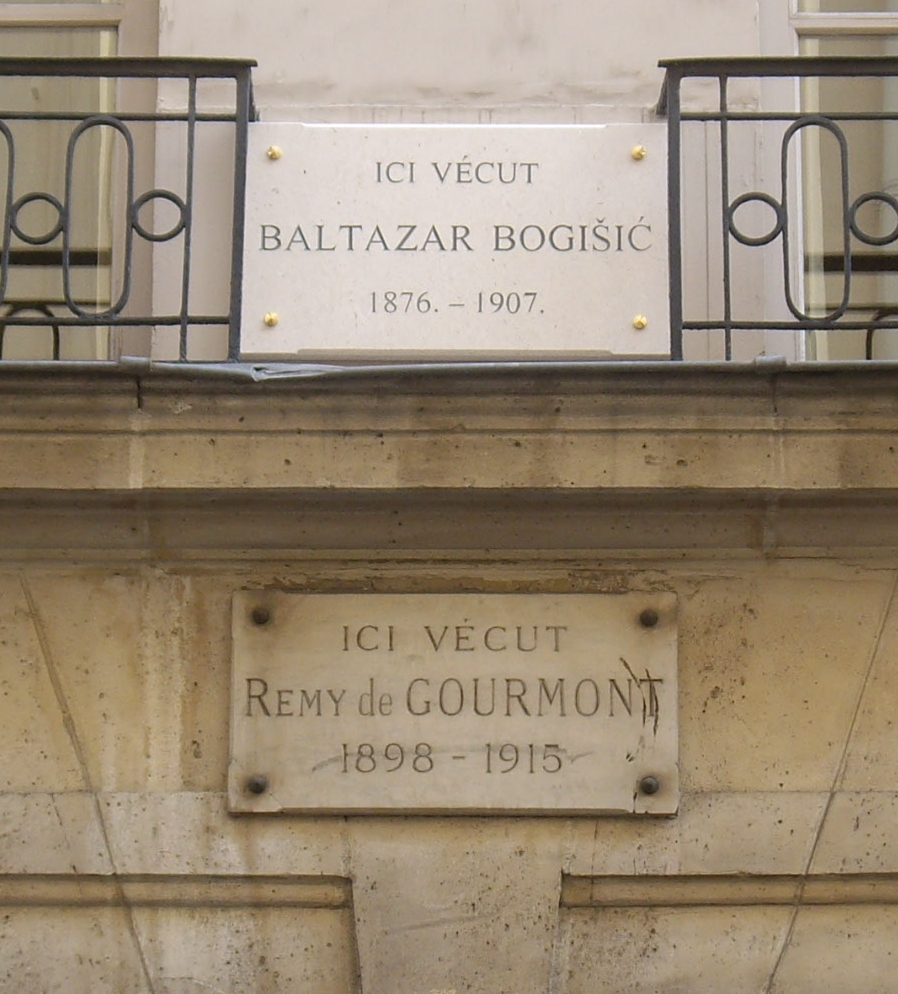
Plaques 71 rue des Saints-Pères (6e arrondissement de Paris), où il vécut.

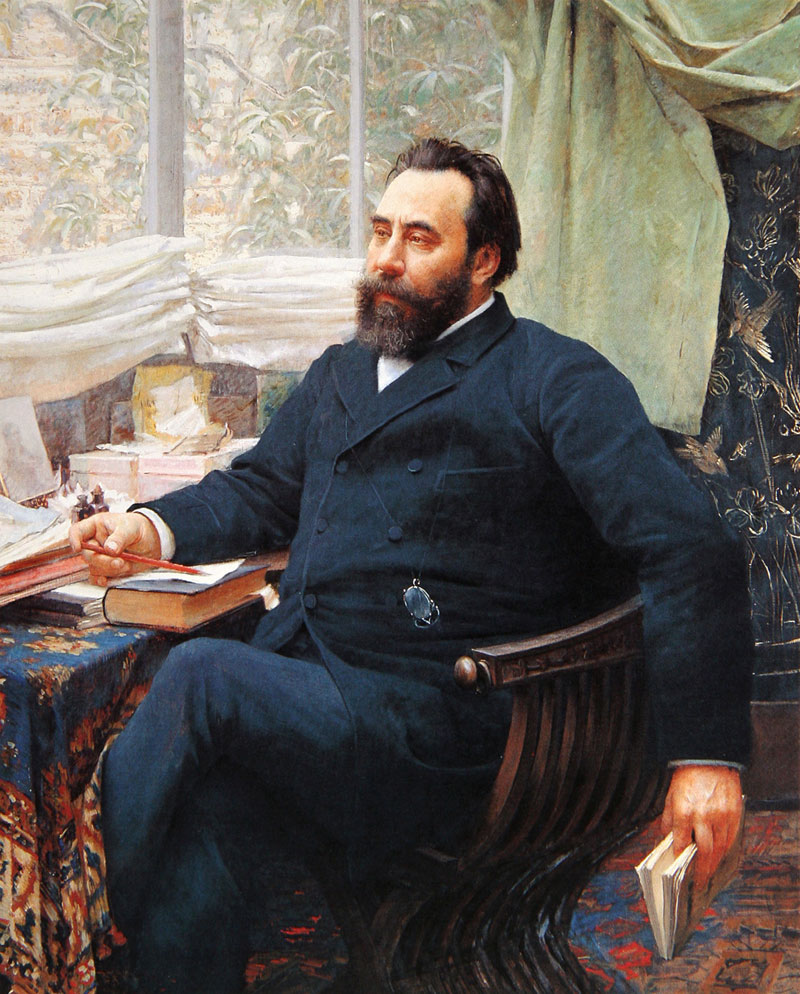
Valtazar Bogišić par Vlaho Bukovac (1892).

- Aperçu des travaux sur le droit coutumier en Russie, 1879 sur Gallica
- A propos du code civil du Monténégro : quelques mots sur les principes et la méthode adoptés pour sa confection, lettre à un ami, 1886 sur Gallica
- Code général des biens pour la Principauté de Monténégro de 1888, 1892 sur Gallica
- Modifications introduites dans la nouvelle édition (1898) du Code civil du Monténégro, 1900 sur Gallica